# Zaid Al-Harb
Zaid Abdullah Al-Harb (en árabe: زيد عبدالله الحرب) (Kuwait, 1887 - 21 de febrero de 1972) fue un poeta kuwaití, considerado uno de los mejores literatos de su país. 

## Primeros años
Nació en el área Ash Sharqiyah (oriental) de Kuwait en 1887. Creció en casa de su abuelo y trabajó como marinero para su tío y como comerciante viajando por varias partes del mundo: India, Yemen y la costa este de África. Participó en la batalla de Al Yahra (en 1920) defendiendo a Kuwait. En 1952, Zaid se quedó ciego. 

## Sus poemas
En sus poemas trata temas sociales y políticos de Kuwait y el mundo árabe, como por ejemplo la dura vida de los buceadores de Kuwait, que buceaban por perlas para mantenerse antes de que se instaurara la industria petrolera de Kuwait.

و القيض كله نجالب الغوص بحبال *** ماي جما الزرنيخ و زاده نهيبه

و الغيص يشكي الضيم من بحر الاهوال *** و السيب واقف دوم مثل النصيبه

و يركض على المجداف لي صاح (يا مال) *** و نوم الملا بالليل ما نهتني به

و رحنا السفر و الموج يا جنه جبال *** في غبة فيها المنايا قريبة

لا حولنا ديرة و لا حولنا يال *** و لا من ذرا بالضيق نبنلتجي به

إلا سواد الليل من دونهم حال *** و بحر كسيف دوم تطبخ غبيبة

Todo el verano nos matamos a bucear con sogas ** El agua es como el infierno

El buceador se queja del mar terrorífico ** Y el soguero se queda en pie como un muro

Y rema mientras grita (Ya mal) ** Y no sabemos cómo es el sueño y la noche

Fuimos a viajar, y las olas son montañas ** En la oscuridad la muerte está bien cerca

No estamos cerca de países, ni costas ** Ni nadie a quien podamos correr

Salvo la negrura de la noche que cae ** Y un ignoto mar oscuro

Su hija Ghanima (en árabe: غنيمة) –también poeta- recogió sus poemas en un poemario que se publicó en Kuwait en 1977. 